# Glock 32
La Glock 32 è una pistola semiautomatica prodotta dall'austriaca Glock.
Incamerato in .357 SIG, è la versione compatta della Glock 31. Questo tipo di cartuccia è progettata per offrire prestazioni simili alla .357 Magnum in una pistola semiautomatica. La cartuccia .357 Magnum è fatta appositamente per revolver, in quanto è "rimmed" cioè orlato, quindi armi semiautomatiche hanno difficoltà ad operare questo tipo di munizioni (anche se sono usate in alcune armi, quale la Desert Eagle).